# Zoologischer Garten Brasília
Koordinaten: 15° 50′ 40,1″ S, 47° 56′ 35,9″ W
Der Zoologische Garten Brasília, lokal als Jardim Zoológico de Brasília bezeichnet, befindet sich in Brasília, der Hauptstadt Brasiliens.

## Geschichte
Der Zoologische Garten Brasília wurde am 6. Dezember 1957, noch vor der Bundeshauptstadt, die 1960 eingeweiht wurde, eröffnet. Für die Entwicklung des Zoos war die Fundação Jardim Zoológico de Brasília (FJZB) verantwortlich. Im Mittelpunkt stehen Maßnahmen, die sich auf Umweltbildung, Naturschutz und Erhaltung der brasilianischen Fauna konzentrieren. Die Aufsicht liegt beim staatlichen Sekretariat für Umwelt (Secretaria de Estado de Meio Ambiente do DF (SEMA)).
Der erste Fall der Verwendung von Stammzellen zur Heilung von Verletzungen bei einem Wildtier wurde im Zoo von Brasília registriert. Diese Behandlung wurde bei einer Mähnenwölfin angewendet, die im September 2010 von einem LKW angefahren und am Bein verletzt wurde. Nach erfolgreicher Behandlung konnte das Tier im Januar 2011 wieder in die Freiheit entlassen werden.

## Anlagenkonzept
Im Zoologischen Garten wird Wert darauf gelegt, die Tieranlagen in die natürliche Umgebung mit vegetationsreichen Flächen, Teichen und Seen zu integrieren. Tierarten, die in freier Wildbahn den gleichen Lebensraum teilen, werden im Zoo ebenfalls zusammen gehalten. Die Haltung von Vogelarten hat im Zoologischen Garten Brasília einen hohen Stellenwert. In Volieren werden neben exotischen Arten auch einheimische Vögel, u. a. mehrere Papageienarten, gezeigt. Schmetterlinge fliegen in einer Freiflughalle. An den Teichen und Seen finden verschiedene Wasservögel einen natürlichen Lebensraum. Einen großen Bereich nimmt die afrikanische Fauna ein, wo u. a. Elefanten (Loxodonta africana), Giraffen (Giraffa) und Löwen (Panthera leo) zu sehen sind.

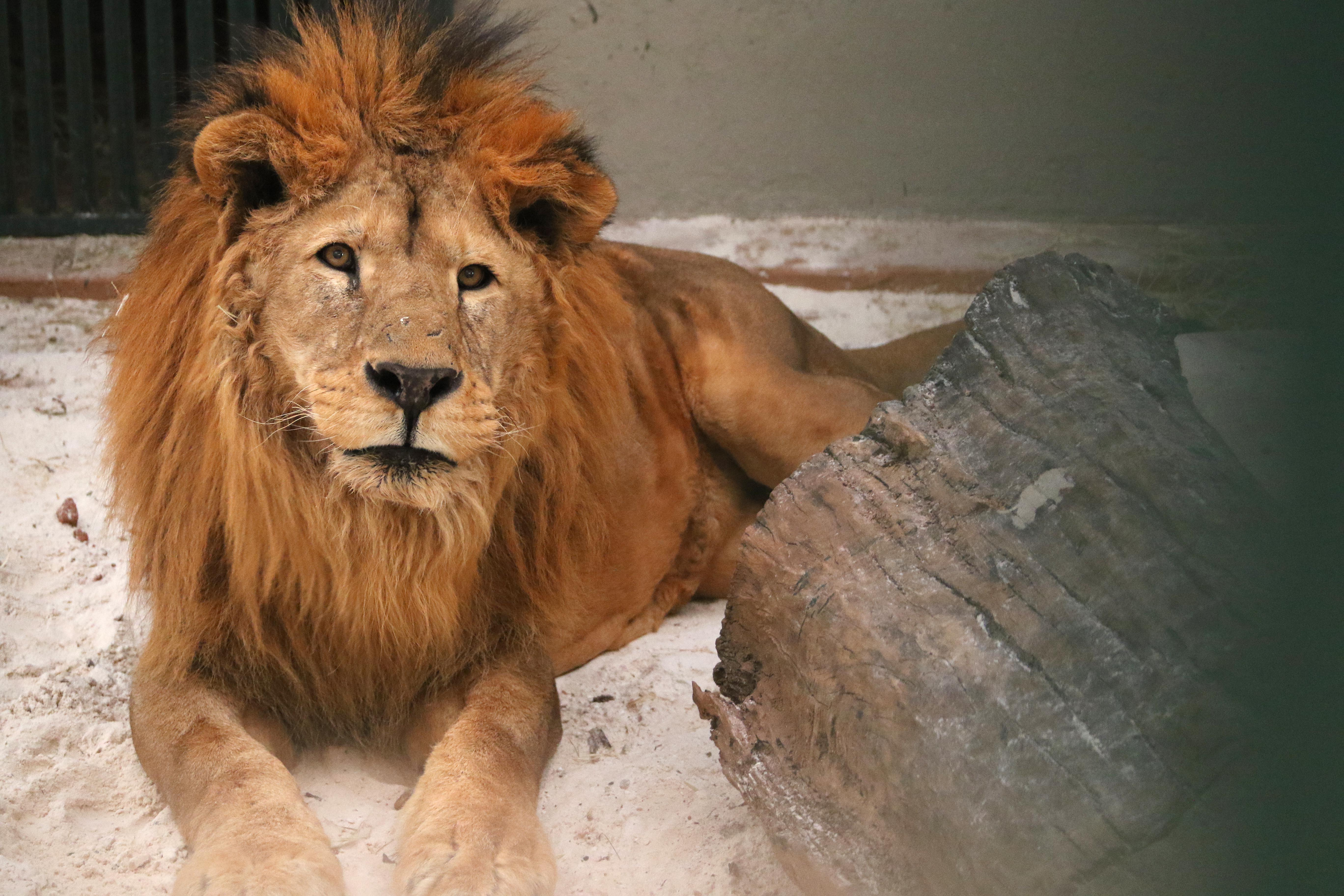
Löwenmännchen
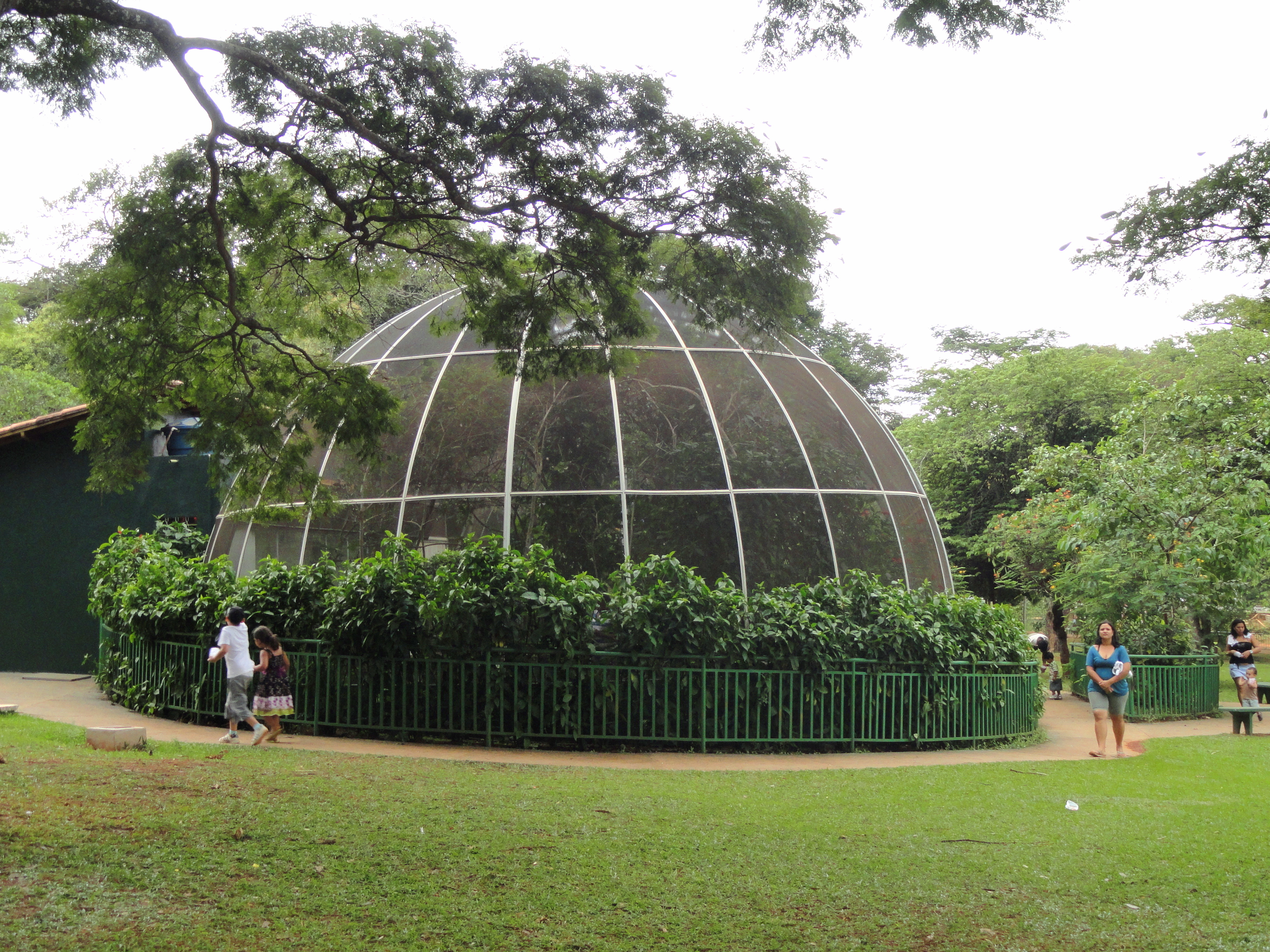
Vogel-Voliere
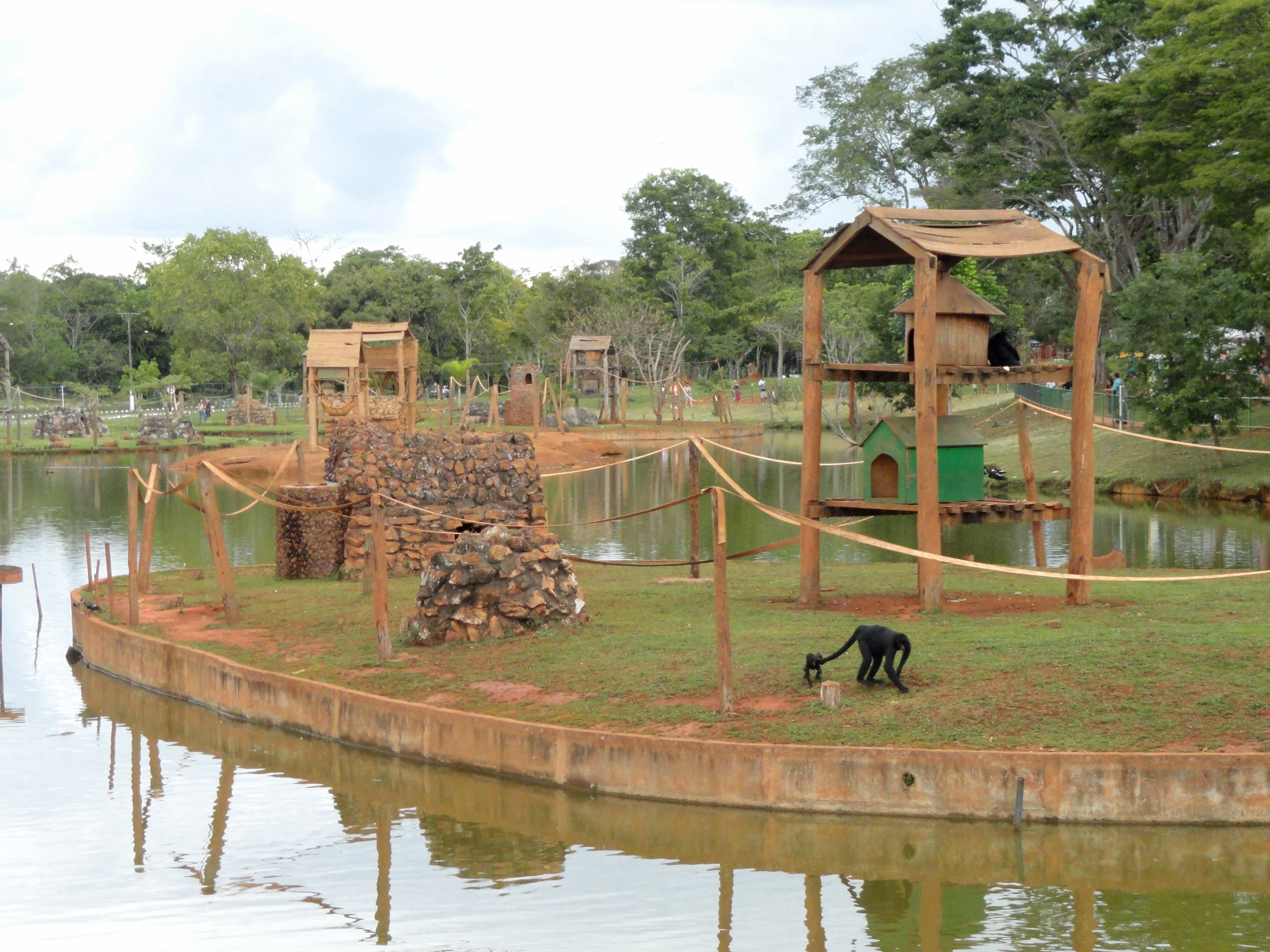
Affen-Insel

Modifikationen der ursprünglichen Konzepte, Veränderungen im Tierbestand sowie Anpassungen an die aktuellen Standards der Zootierhaltung werden kontinuierlich durchgeführt.

## Weitere Einrichtungen
Auf dem Zoogelände befinden sich ein Verwaltungsgebäude, ein kleines offenes Theater, Aufenthaltsräume und Spielplätze für Kinder, eine Tierkrankenstation, eine Cafeteria mit einem Camping- und Picknickbereich, Parkplätze sowie ein Museum für Naturwissenschaften, ein Informationszentrum und eine Bibliothek. Die Besucher haben die Möglichkeit, die einzelnen Anlagen von einer schienenlosen Eisenbahn aus zu besichtigen.

## Tierbestand
Im Zoologischen Garten Brasília wurden 826 Tiere im Jahr 2019 gezählt, die auf 185 Arten von Vögeln, Reptilien und Säugetieren verteilt sind. Um den Besuchern einen Einblick in die südamerikanische Tierwelt zu verschaffen, werden im Zoo schwerpunktmäßig viele Arten, die in Brasilien heimisch sind, gezeigt, beispielsweise der Jaguar (Panthera onca), das Staatstier des brasilianischen Bundesstaats Rondônia, oder der zu den Ameisenbären (Vermilingua) zählende Südliche Tamandua (Tamandua tetradactyla). Weiterhin sind Riesenotter (Pteronura brasiliensis), Wasserschwein (Hydrochoerus hydrochaeris), Mähnenwolf (Chrysocyon brachyurus), Flachlandtapir (Tapirus terrestris), Zweifarbentamarin (Saguinus bicolor) und Große Anakonda (Eunectes murinus) zu sehen. Ebenso ist der in den Anden lebende Brillenbär (Tremarctos ornatus) ausgestellt. Nachfolgende Bilder zeigen einige ausgewählte in Südamerika heimische Tierarten:

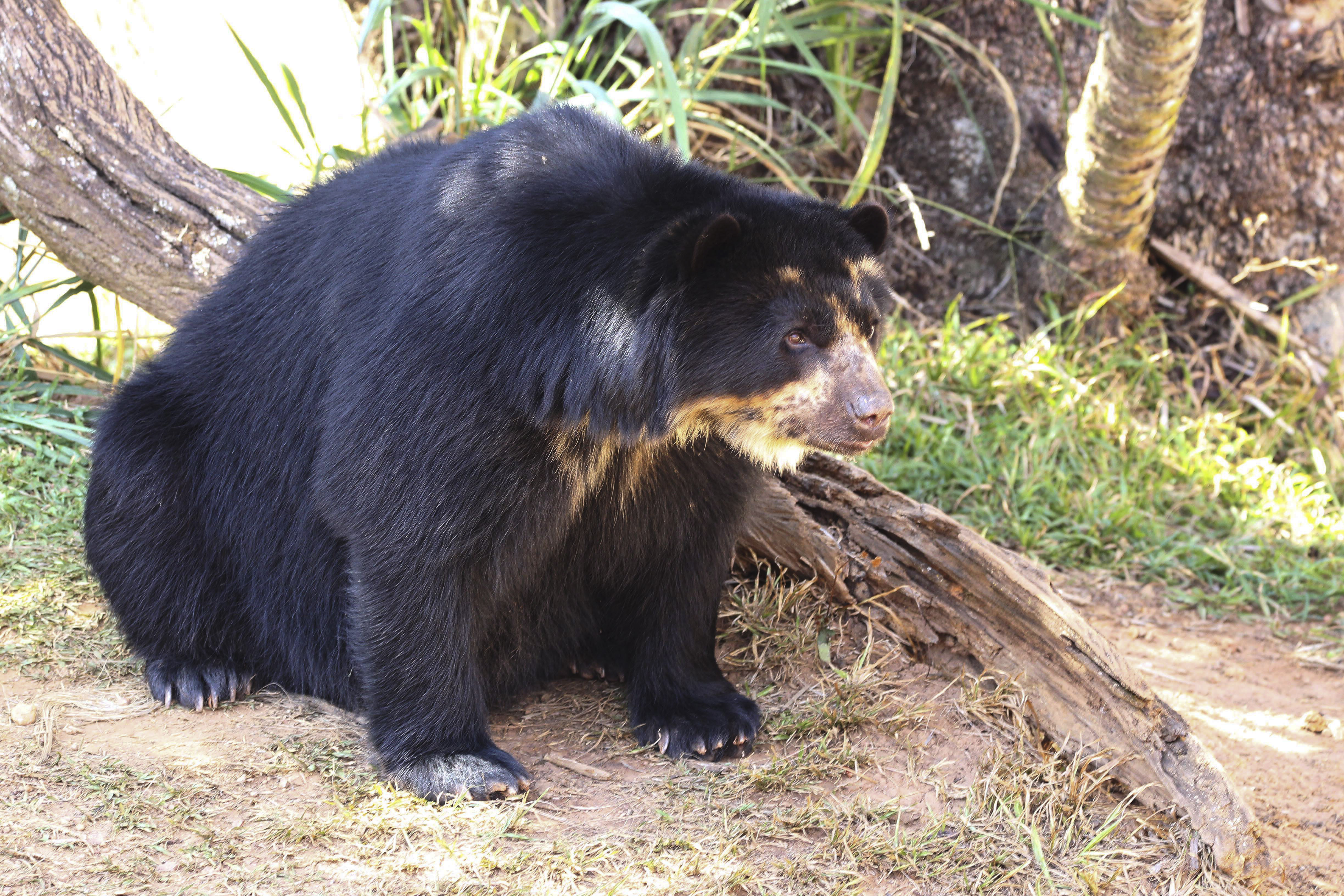
Brillenbär
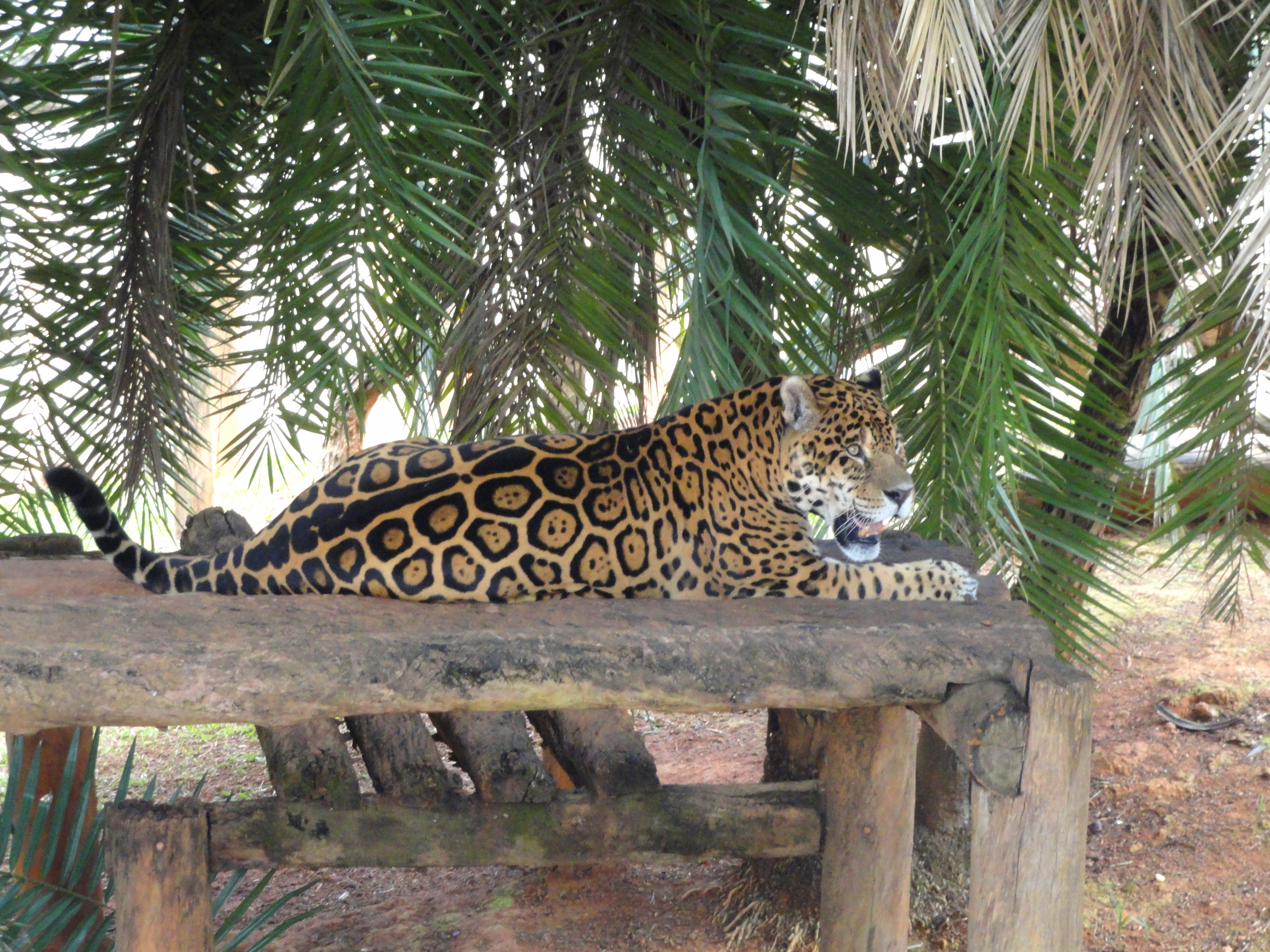
Jaguar
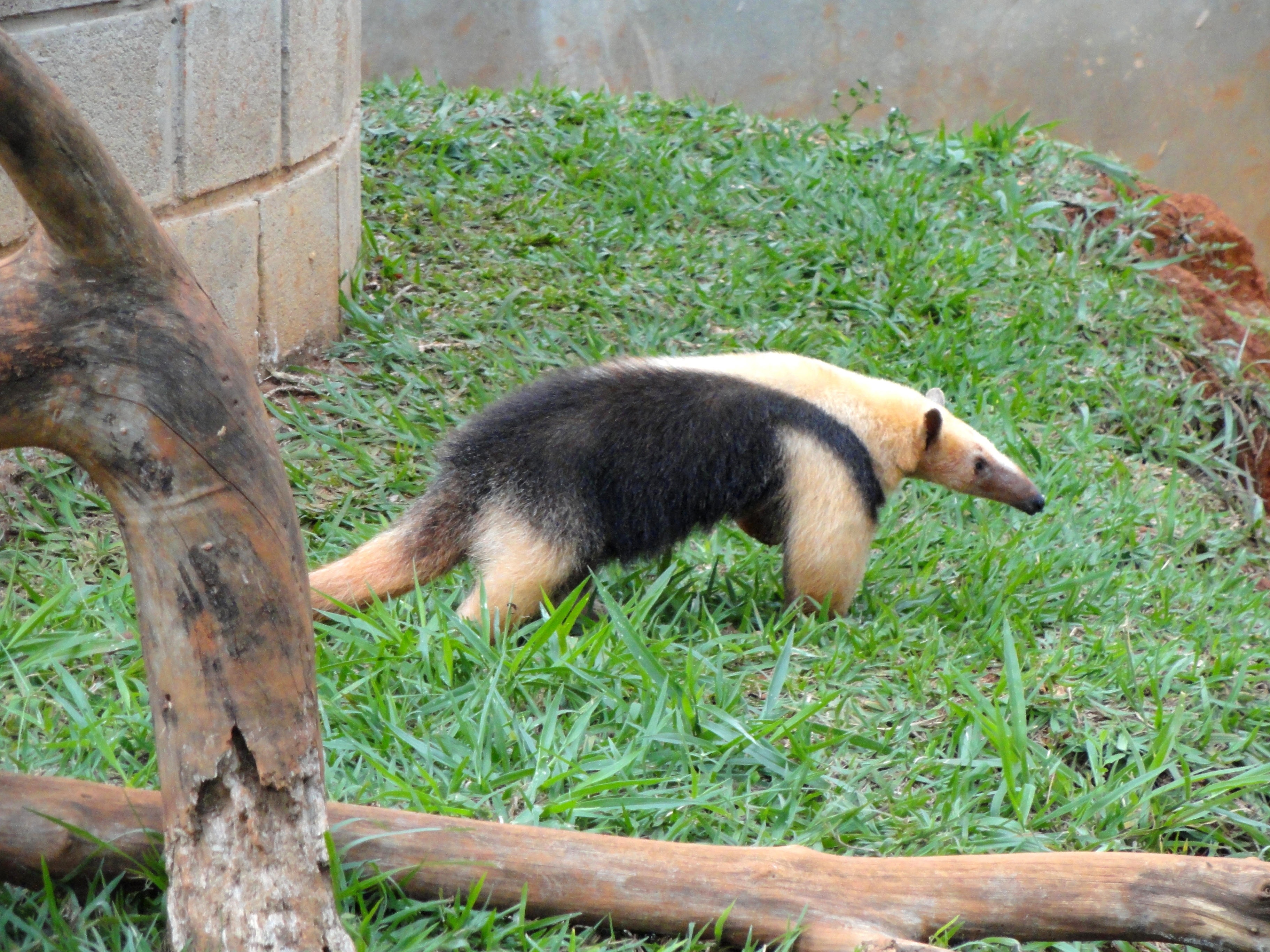
Südlicher Tamandua
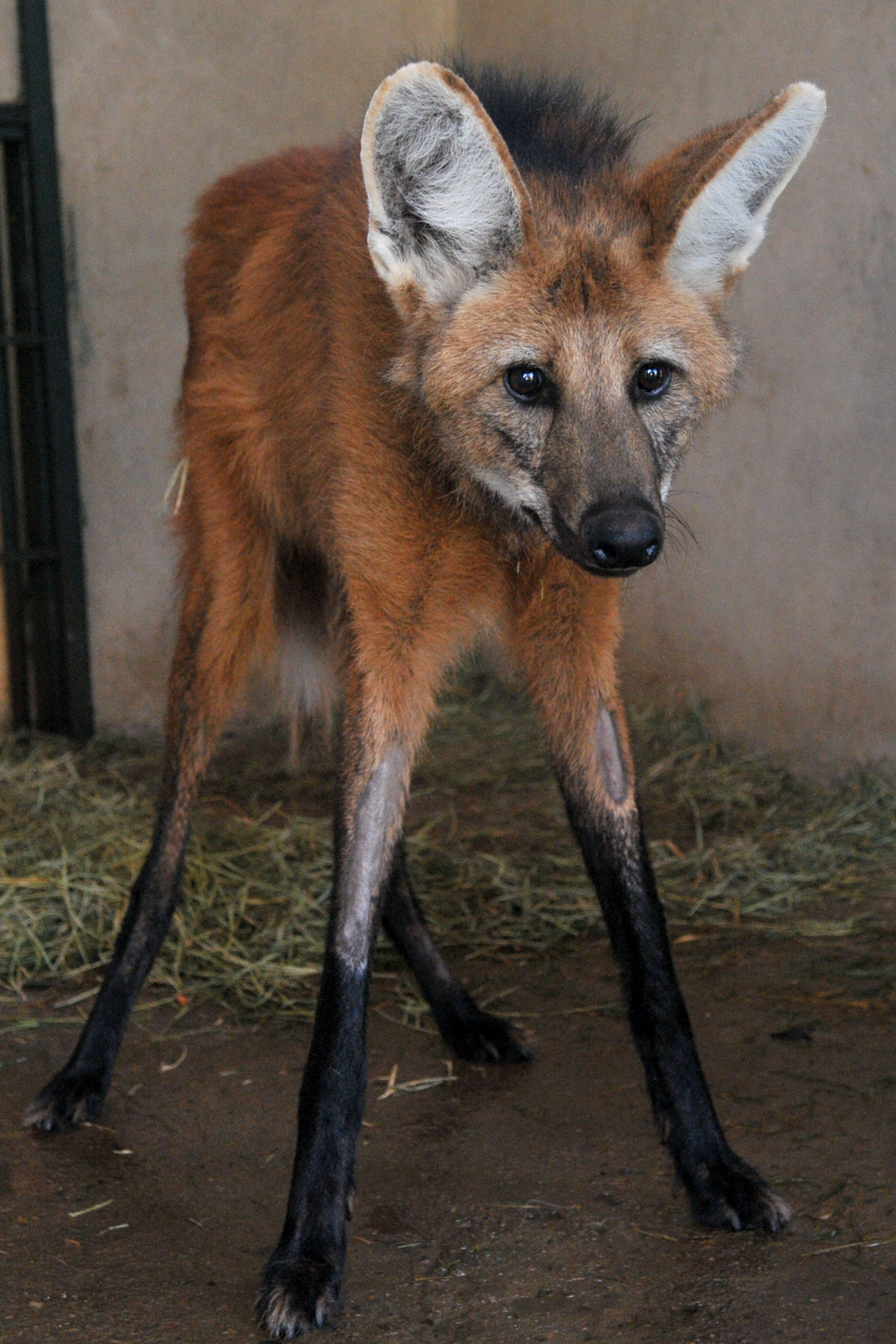
Mähnenwolf
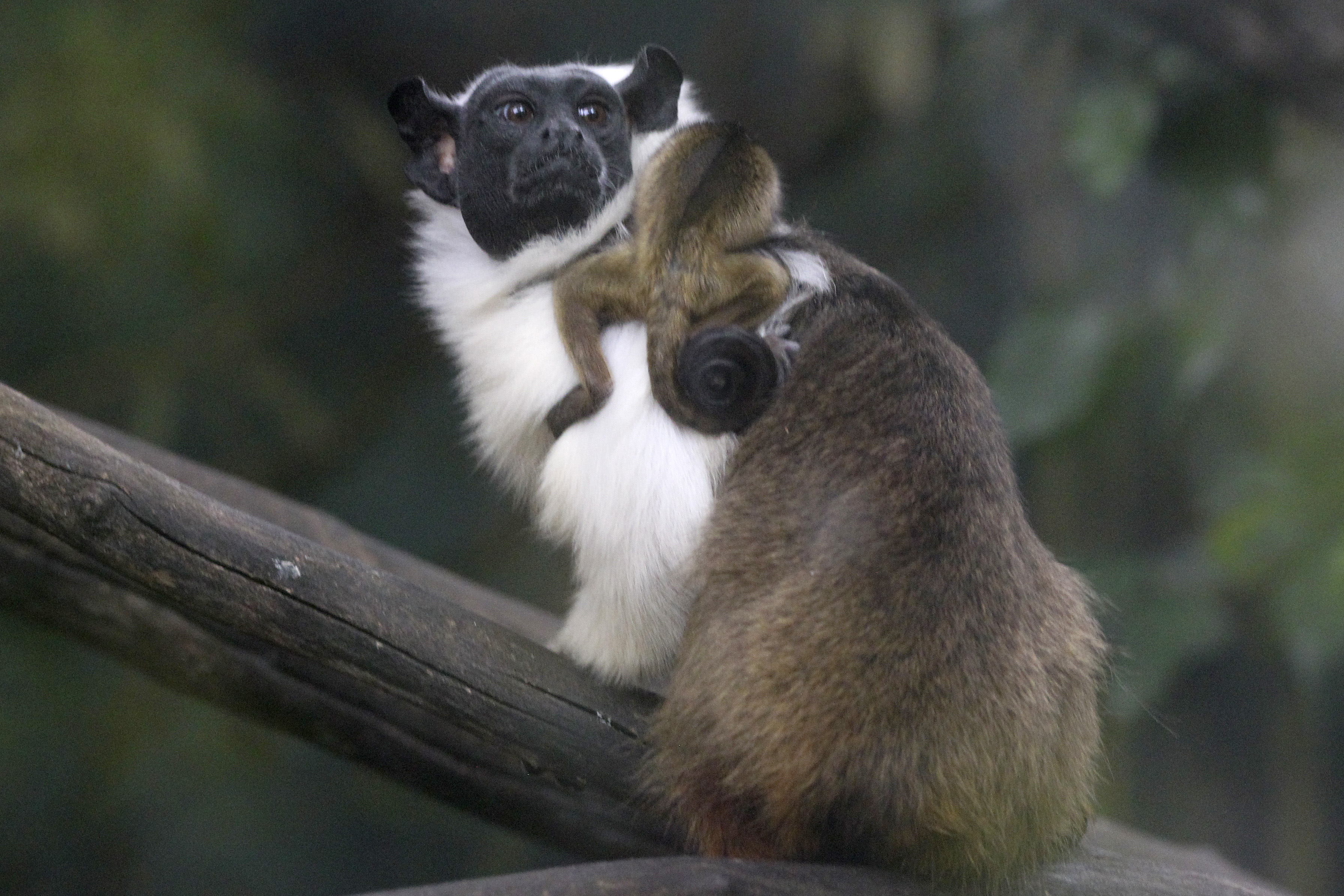
Zweifarbentamarin mit Jungtier
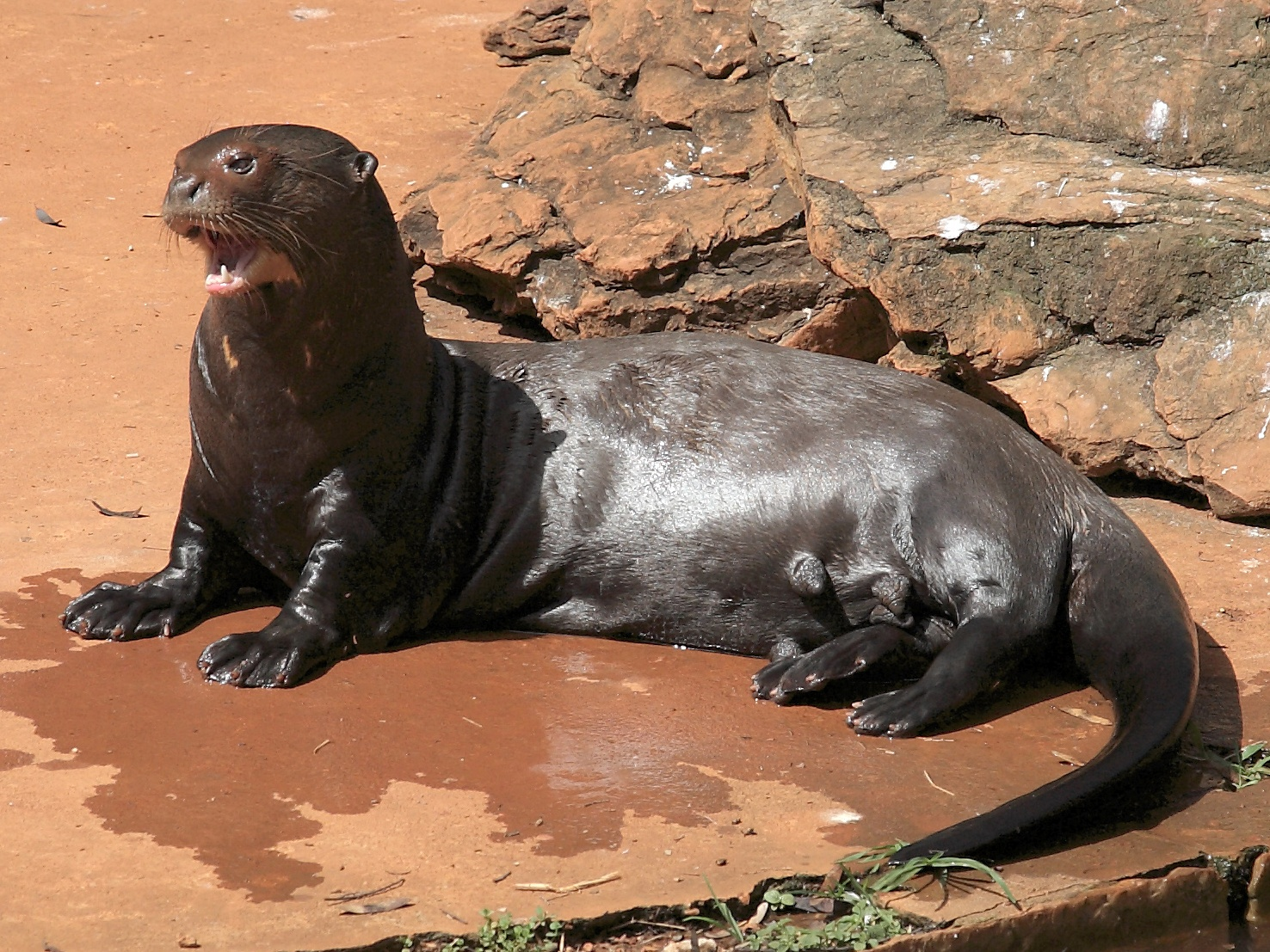
Riesenotter (Weibchen)

## Arterhaltungsprogramme
Immer mehr Wildtierarten haben unter der wachsenden Zerstörung ihres natürlichen Lebensraums aufgrund unkontrollierter menschlicher Ausbeutung zu leiden. Der Zoologische Garten Brasília beteiligt sich an Ex-situ-Erhaltungsprogrammen, die darauf abzielen, Konservierungs- und Auswilderungsstrategien zu entwickeln. Ein spezielles Projeto Ariranha genanntes Programm im Zoo befasst sich beispielsweise mit der Lebensweise der Riesenotter. Zwei Mitarbeiter aus dem Zoo sind extra für Forschungen im Rahmen dieses Projekts abgestellt.